# Kim Walker
Kim Walker (* 19. Juni 1968 in New York City; † 6. März 2001 in Los Angeles) war eine US-amerikanische Schauspielerin. Eine ihrer bekanntesten Rollen war die der Heather Chandler in der schwarzen Komödie Heathers aus dem Jahr 1988.

## Leben und Karriere
Kim Walker wurde 1968 unter dem Namen Kimberley Anne Walker geboren. Sie besuchte die Grace Church School und die Fiorello H. LaGuardia High School, bevor sie sich für die Schauspielerei entschied und 1986 erstmals eine Rolle in einer Episode der Fernsehserie Crime Story übernahm. Es folgten Auftritte in Filmen wie Heathers an der Seite von Winona Ryder, Teen Lover oder A Reason to Believe, bevor sie sich im Jahr 2000 aus dem Schauspielgeschäft zurückzog.
Kim Walker starb am 6. März 2001 in ihrem Haus in Los Angeles an einem Hirntumor.

## Filmografie (Auswahl)

### Kinofilme
- 1988: Heathers
- 1989: Teen Lover (Say Anything...)
- 1989: Killer Kid (Deadly Weapon)[3]
- 1992: Nicht ohne meinen Koffer (Nervous Ticks)
- 1994: The Favor – Hilfe, meine Frau ist verliebt (The Favor)
- 1995: A Reason to Believe
- 1998: Somewhere in the City
- 2000: Killing Cinderella

### Fernsehfilme
- 1987: Der Herzensbrecher von der letzten Bank (Student Exchange)
- 1989: Mord ohne Motiv (The Preppie Murder)
- 1991: The Julie Show
- 1994: Das Gesetz im Nacken (Gambler V: Playing for Keeps)

### Fernsehserien
- 1986: Crime Story (1 Folge)
- 1989: TV 101 (1 Folge)
- 1989: Ein Engel auf Erden (Highway to Heaven, 1 Folge)
- 1990: The Outsiders (13 Folgen)
- 1990: Hunter (1 Folge)
- 1992: The Edge (1 Folge)
- 1992: Down the Shore (1 Folge)
- 1993: Matlock (1 Folge)